# Prowincja Teramo
Prowincja Teramo (wł. Provincia di Teramo) – prowincja we Włoszech. 
Nadrzędną jednostką podziału administracyjnego jest region (tu: Abruzja), a podrzędną jest gmina.
Liczba gmin w prowincji: 47.